# Stiphrosoma cingulatum
Stiphrosoma cingulatum är en tvåvingeart som beskrevs av Alexander Henry Haliday 1855. Stiphrosoma cingulatum ingår i släktet Stiphrosoma och familjen sumpflugor. Inga underarter finns listade i Catalogue of Life.